# Boels Rental Hills Classic
El Boels Rental Hills Classic es una carrera ciclista femenina de un día holandesa que se disputa en Limburgo y sus alrededores. La meta está situada en Berg en Terblijt (Valkenburg), tras superar la cima del Cauberg.
Creada en 2004, la carrera también ha tenido los nombres de Holland Hills Classic (de 2006 a 2009), de Valkenburg Hills Classic (en 2010), de Parkhotel Rooding Classic (en 2011) y de Parkhotel Valkenburg Hills Classic (en 2012). Respecto a la categoría comenzó en la 1.2 (última categoría del profesionalismo), en 2011 fue amateur para volver en 2012 a la 2.1; y en 2014 ascendió a la categoría 1.1. Desde 2014 su kilometraje está situado en 130 km aproximadamente.

## Palmarés

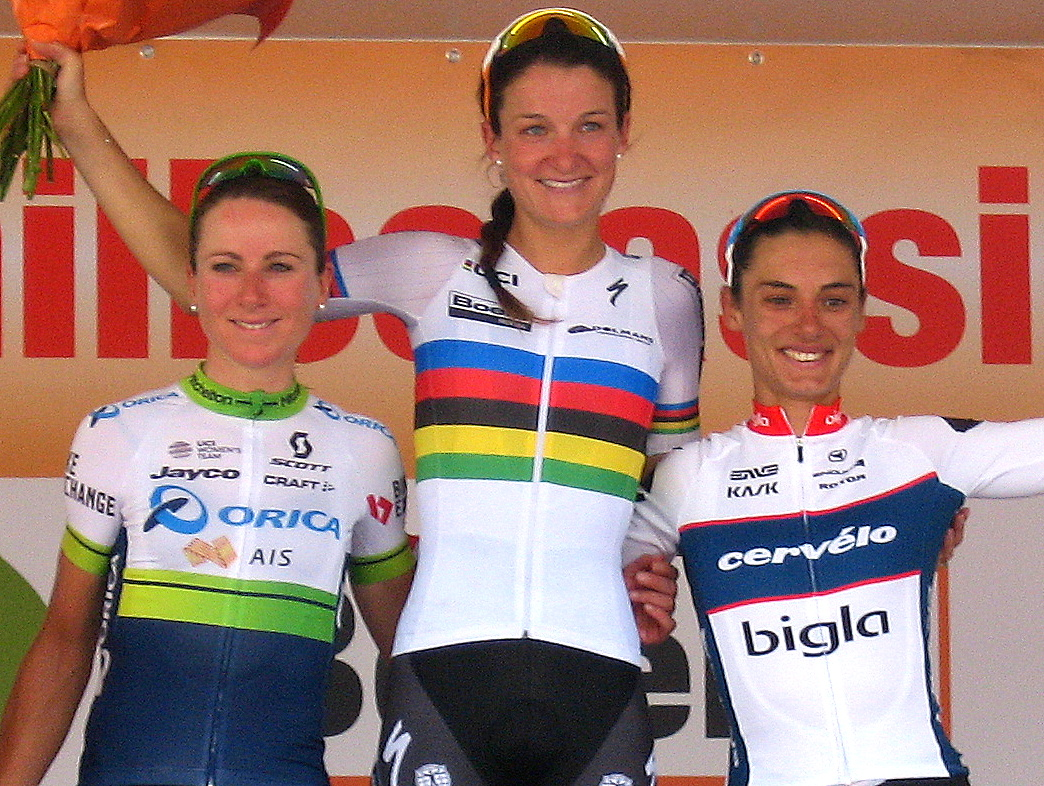
Pódium de la edición 2016 de la carrera: a la izquierda Annemiek van Vleuten, en el centro la vencedora Elizabeth Armitstead, a la izquierda Ashleigh Moolman.

En amarillo: edición amateur.
| Año                                | Ganador              | Segundo              | Tercero              |
| Holland Hills Classic              |                      |                      |                      |
| ---------------------------------- | -------------------- | -------------------- | -------------------- |
| 2004                               | Mirjam Melchers      | Leontien Van Moorsel | Arenda Grimberg      |
| 2005                               | Anita Valen de Vries | Trixi Worrack        | Arenda Grimberg      |
| 2006                               | Theresa Senff        | Marianne Vos         | Suzanne de Goede     |
| 2007                               | Marianne Vos         | Susanne Ljungskog    | Andrea Graus         |
| 2008                               | Larissa Kleinmann    | Elisabeth Braam      | Vera Koedooder       |
| 2009                               | Marianne Vos         | Petra Dijkman        | Emma Johansson       |
| Valkenburg Hills Classic           |                      |                      |                      |
| 2010                               | Grace Verbeke        | Chantal Blaak        | Iris Slappendel      |
| Parkhotel Rooding Classic          |                      |                      |                      |
| 2011                               | Marianne Vos         | Marieke Van Wanroij  | Jessie Daams         |
| Parkhotel Valkenburg Hills Classic |                      |                      |                      |
| 2012                               | Annemiek van Vleuten | Marianne Vos         | Sharon Laws          |
| Boels Rental Hills Classic         |                      |                      |                      |
| 2013                               | Ashleigh Moolman     | Annemiek van Vleuten | Elizabeth Armitstead |
| 2014                               | Emma Johansson       | Eleonora van Dijk    | Amy Pieters          |
| 2015                               | Elizabeth Armitstead | Emma Johansson       | Katarzyna Niewiadoma |
| 2016                               | Elizabeth Armitstead | Annemiek van Vleuten | Ashleigh Moolman     |

## Palmarés por países
| País         | Victorias |
| ------------ | --------- |
| Países Bajos | 5         |
| Reino Unido  | 2         |
| Alemania     | 2         |
| Noruega      | 1         |
| Bélgica      | 1         |
| Sudáfrica    | 1         |
| Suecia       | 1         |